# Delarbrea montana
Delarbrea montana é uma espécie de Delarbrea.